# Vedrana Vidović
Vedrana Vidović ( Berlin 22. veljače 1976.) hrvatska je športašica i rekorderka u ronjenju na dah.

## Ronilačka karijera
Aktivnim ronjenjem bavi se od 1998. godine, a članica je kluba KŠR Split od 2002. godine. Godine 2003. postaje CMAS ronilac i licencirana je AIDA International instruktorica ronjenja na dah, te je AIDA međunarodna sutkinja za ronjenje na dah Judge level E.
Na svoje prvo natjecanje u ronjenju na dah odlazi 2005. godine.
Oborila je 12 Hrvatskih rekorda AIDA u ronjenju na dah i istodobno držala rekorde AIDA u svih pet morskih/dubinskih disciplina (CWT, FIM, CNF, NL i VWT).
Od osam službenih AIDA disciplina u sedam njih je držala Hrvatski rekord.
Godine 2008. postaje članica Upravnog odbora AIDA Hrvatska.
Godine 2010. postaje AIDA Master Instructor, najviše rangirani instruktor ronjenja na dah u cijeloj regiji.
Godine 2015. izabrana za predsjednicu Ronilački klub Split
Godine 2016. izabrana za predstavnika za ronjenje u Splitski savez športova za mandatno razdoblje od 2016 - 2020
Godine 2019. izabrana za predsjednicu Ronilačkog kluba Split za mandatno razdoblje od 2019 - 2023
Godine 2020. izabrana za predstavnika za ronjenje u Splitski savez športova za mandatno razdoblje od 2020 - 2024
Godine 2022. na Sportskom Učilištu u Zagrebu završava program osposobljavanja za trenere ronjenja na dah

## Ronilački uspjesi

### 2005.
- Apnea Submania kup Zagreb 2005. 
  - Hrvatski rekord Static Apnea
- Apnea Hellas Summer Games 2005. 
  - 3. mjesto Static Apnea
  - 1. mjesto Constant Weight
  - Hrvatski rekord Dynamic Apnea

### 2006.
- Apnea Submania kup Zagreb 2006.
  - 1. mjesto Static Apnea
  - 1. mjesto Dynamic no finns
- Dubrovnik 13. – 14. listopada 2006. 
  - Hrvatski rekord Variable Weight (13. listopada 2006.)
  - Hrvatski rekord No-Limits (13. listopada 2006.)
  - Hrvatski rekord Variable Weight (14. listopada 2006.)
  - Hrvatski rekord No-Limits (14. listopada 2006.)

### 2007.
- Apnea Hellas Summer Games 2007.
  - 2. mjesto Free Immersion
  - Hrvatski rekord Free Immersion

- Stari Grad
  - Hrvatski rekord CNF (4. kolovoza 2007.)
  - Hrvatski rekord Constant Weight (11. kolovoza 2007.)

- Sukošan
  - Hrvatski rekord Free Immersion (2. lipnja 2007.)

### 2008.
- Triple Depth Dahab 2008.
  - Hrvatski rekord Free Immersion 47 m
  - Hrvatski rekord Constant weight 55 m
  - 3. mjesto Constant weight

### 2009.
- Rab dive off 2009.
  - FIM 1. mjesto 45 m
  - CWT 2. mjesto 47 m

- MAD CUP Maribor 2009.
  - DNF 2. mjesto
  - STA 4. mjesto

### 2010.
- MAD CUP Maribor 2010.
  - DYN 2. mjesto
  - 3. mjesto (Overall)

### 2011.
- Rab dive off 2011.
  - CWT 1. mjesto

### 2012.
- 5th Mediterranean world cup, Crete 2012.
  - CWT 51 metar. 3. mjesto
  - 4. mjesto (Overall)

- Pakostane deep challenge 2012.
  - CWT 52 metra. 1. mjesto
  - Prvakinja Hrvatske u ronjenju na dah za 2012 po AIDA-i

## Osobni rekordi
| Disciplina | Disciplina | Rezultat | Organizacija |
| ---------- | ---------- | -------- | ------------ |
|            |            |          |              |
| Vrijeme    | STA        | 5:09min  | AIDA         |
|            |            |          |              |
| Daljina    | DNF        | 64m      | AIDA         |
| Daljina    | DYN        | 82m      | AIDA         |
|            |            |          |              |
| Dubina     | CNF        | 23m      | AIDA         |
| Dubina     | CWT        | 55m      | AIDA         |
| Dubina     | FIM        | 47m      | AIDA         |
| Dubina     | VWT        | 43m      | AIDA         |
| Dubina     | NLT        | 43m      | AIDA         |

## Poveznice
- AIDA Hrvatski rekordi

## Vanjske poveznice
- Službene stranice Vedrane Vidović
- Službene obavijesti i novosti AIDA Hrvatske  Arhivirana inačica izvorne stranice od 23. studenoga 2015. (Wayback Machine)